# Birinci Alıcanlı
Birinci Alıcanlı är en ort i Azerbajdzjan.   Den ligger i distriktet Zərdab Rayonu, i den centrala delen av landet, 190 kilometer väster om huvudstaden Baku. Birinci Alıcanlı ligger 2 meter över havet och antalet invånare är 1 143.
Terrängen runt Birinci Alıcanlı är mycket platt. Närmaste större samhälle är Zardob, 16,1 kilometer sydost om Birinci Alıcanlı.
Trakten runt Birinci Alıcanlı består till största delen av jordbruksmark. Runt Birinci Alıcanlı är det ganska tätbefolkat, med 56 invånare per kvadratkilometer.